# Nimeni nu voia să moară
Nimeni nu voia să moară (titlul original: în lituaniană Niekas nenorėjo mirti, în rusă Никто не хотел умирать, transliterat: Nikto ne hotel umirat) este un film dramatic sovietic, din RSS Lituaniană, realizat în 1965 de regizorul Vytautas Žalakevičius, protagoniști fiind actorii Kazys Vitkus, Donatas Banionis, Bruno Oja și Vija Artmanė.
Filmul relatează despre lupta brutală de clasă în mediul rural lituanian, în primele luni de după război. Este primul film sovietic care a arătat activitatea postbelică din pădurile Lituaniei ale grupurilor autointitulate Frații pădurilor, urmat printre altele de filmul Vara bărbaților (1970).

## Rezumat
Anul 1947, un sat undeva în Lituania. Bătrânul Lokis, președintele consiliului sătesc, a fost ucis de bandiții din pădure, fiind al cincilea în acest an. Cei patru fii ai săi se hotărăsc să-și răzbune tatăl și să restabilească legea apostată temporar în sat de către rebeli. Toți sunt Lokys (lokys în lituaniană: „urs”), sunt toți uniți în impulsul luptei pentru dreptate însă fiecare are propria înțelegere a acestei justiții, după propriul său caracter. 
Profesorul Mykolas, umanist și intelectual, este retras, întotdeauna calm și rezonabil. Opusul său Donatas, cel mai tânăr, este emoțional, impulsiv, întotdeauna gata de luptă. Bronius este un comunist convins, o persoană integră și spirituală matură. În film, personifică dreptatea, convingerea în propria credință. Doar cel mai mic, tânărul Jonas a fost pe deplin eliberat de frământările sale emoționale.
După moartea tatălui lor, Lokii vin la Vaitkus, banditul de ieri care a fost amnistiat. Frații cred că acesta trebuie să știe cine le-a ucis tatăl...

## Distribuție
- Kazys Vitkus – Lokys, tatăl
- Regimantas Adomaitis – fiul său, Donatas
- Juozas Budraitis – fiul Jonas
- Algimantas Masiulis – fiul Mykolas, profesorul
- Bruno Oja – fiul Bronius
- Eugenija Šulgaitė – mama
- Donatas Banionis – Vaitkus
- Vija Artmanė – Ona, iubita lui Vaitkus
- Bronius Babkauskas – Motiejus Marcinkus
- Regina Zdanavičiūtė – soția lui Marcinkus
- Antanas Barčas – „Barzda” („Bărbosul”)
- Laimonas Noreika – sfântul Juozapas / „Aitvaras” („Zmeul”)
- Vytautas Tomkus – „Apuokas” („Bufnița”)
- Antanas Šurna – secretarul
- Danguolė Baukaitė – Aldona
- Gherlinda Kovaite – sora medicală

## Lansare
A fost lansat în anul 1966 și a avut parte de mare succes comercial, fiind vizionat de 22,8 milioane de spectatori în cinematografele din Uniunea Sovietică.

## Premii și nominalizări
- 1966: Marele premiu la Festivalul Unional de Film din Kiev;
- 1967: Premiul de stat al URSS:
  - Premiul pentru scenariu și regie lui Vytautas Žalakevičius
  - Cel mai bun operator: Jonas Gricius
  - Cei mai buni actori: Donatas Banionis și Bruno Oja.
- 1967: conform rezultatelor unui sondaj în rândul cititorilor revistei „Sovetski ekran”, filmul a fost recunoscut drept cel mai bun film sovietic din 1966.